# 馬西山
馬西山，又名柏南山，是臺灣中央山脈南段一座高山。山頂位於花蓮縣卓溪鄉立山村，鄰近西南方的太平村界，海拔3442.6公尺，立有一等三角點，為立山村最高點，亦為臺灣百岳之一。山腰主要為針葉林，海拔3100公尺以上的地帶則以箭竹、杜鵑等高山植物構成的草生地為主。該山為「馬博拉斯橫斷」登山路線的主要高山，西南面山區與主要登山路線皆由玉山國家公園管轄。

## 地形
馬西山坐落於中央山脈主稜線之馬利加南山東峰，向東南延伸出的支稜上，經南南東方向的馬西山南峰、北高坪、喀西帕南山南峰等小山峰，連接同屬臺灣百岳的喀西帕南山，構成玉山國家公園東界的一部分。山脊平坦，尤以西南面為甚，登山家林文安形容為「操兵場」，邢天正亦因此將之列為百岳中的十崇之一，是頂嶺最為廣闊的臺灣高山之一。南側與東側山勢相對陡峭，秀姑巒溪水系之豐坪溪在此侵蝕出多條溪谷。
馬西山西南方緊鄰布干山，兩山山脊近乎平行，秀姑巒溪水系之馬戛次托溪則在其間發源，形成寬僅1公里餘的狹長溪谷。「馬博拉斯橫斷」登山路線由這座溪谷轉往馬西山上行，造訪該路線的登山者遂取馬西山與布干山的山名首字，將此段溪谷稱作馬布谷。馬戛次托溪在此為地下逕流，故溪谷為乾溪溝，但亦偶見暫時性的地表逕流。
據臺北市立天文科學教育館計算，自2022至2025年的每年元旦，馬西山都是全臺灣最早迎來民用曙光與日出的地點。

## 測量
日治時期，先後有陸地測量部和殖產局的測量隊，在馬西山山頂設立編號1680的二等三角點，以及一座森林三角點，兩座三角點基石相距約10公尺。據當時紀錄，山頂應另有一等三角點，戰後的聯勤總部測量處曾為此特地對馬西山進行三角測量，民間的登山者亦曾多次尋找一等三角點，卻未能知其所終。一說當年的日本測量隊已測量完畢，但日本後來於二戰戰敗，導致埋設一等三角點的計畫不了了之。直至2001年左右，馬西山的二等三角點才被改為一等三角點。

## 人文
20世紀初期，馬西山一帶為布農族郡社群與巒社群的傳統領域，東北方的列克尼社、東南方的塔洛木社、西南方的馬西桑社，以及南方馬布谷的伊博庫社均在此交會。日治初期的地圖將馬西山註記為「丹大山」，在理蕃計畫深入測繪蕃地後，「丹大山」方改為指稱北方的另一座高山。此後，馬西山在地圖中一度成為喀西帕南山旁的無名山，亦少有相關的文字記錄，直至戰後才先後被冠以「馬西山」、「柏南山」等名稱。但「馬西」與「柏南」，是否分別源自「馬西桑」與「喀西帕南」，不得而知。
隨著1970年代，馬西山被選為臺灣百岳，以及後來「馬博拉斯橫斷」登山路線的開拓，使馬西山在臺灣登山界逐漸廣為人知。早期登山者多在山下的馬布谷就地紮營，至2002年秋季，玉山國家公園管理處在此興建馬布谷山屋，並於翌年落成，成為當地重要的庇護所與過夜地點。